# У чужому ряді
«У чужому ряді» (англ. Changing Lanes) — драматичний трилер 2002 року з Беном Аффлеком і Семюелем Л. Джексоном у головних ролях.

## Сюжет
Гевін Бейнек поспішає на важливу ділову зустріч. Дойл Гіпсон має незабаром бути на судовому засіданні, де вирішують його право опіки над дітьми. Їхні автомобілі зіштовхуються. Обидва чоловіки запізнюються та обвинувачують у цьому один одного. До того ж у метушні тека Бейнека виявилась у Гіпсона, який відмовляється її повертати. У свою чергу Гевін помстився за це: заборонив видачу кредиту Дойлу. Без цих грошей сімейні справи остаточно руйнуються. Розпочинається низки взаємних вчинків, які несуть шкоду в життя один одного. Врешті-решт Бейнек розуміє, що так далі не може продовжуватись і намагається знайти спільну мову з Гіпсоном. Життя обох налагоджується: Гевін знаходить махінації в довіреності фірми про, що говорить своєму керівнику, а дружина Дойла дає йому шанс на спільне сімейне життя.

## У ролях
| Актор             | Роль          |
| ----------------- | ------------- |
| Бен Аффлек        | Гевін Бейнек  |
| Семюел Л. Джексон | Дойл Гіпсон   |
| Тоні Коллетт      | Мішель        |
| Сідні Поллак      | Стівен Делано |
| Кім Стонтон       | Валері Гіпсон |
| Тіна Слоун        | місіс Делано  |
| Річард Дженкінс   | Волтер Арнелл |
| Акіл Волкер       | Стівен Гіпсон |
| Айлін Гетз        | Елін          |
| Вільям Герт       | спонсор       |
| Аманда Піт        | Синтія Бейнек |
| Ділан Бейкер      | Фінч          |
| Анджела Геталс    | Сара Віндзор  |

## Створення фільму

### Виробництво
Зйомки фільму проходили в Нью-Джерсі та Нью-Йорку, Сполучені Штати Америки.

### Знімальна група
- Кінорежисер — Роджео Мітчелл
- Сценаристи — Чеп Тейлор, Майкл Толкін
- Кінопродюсери — Скотт Рудін
- Композитор — Девід Арнольд
- Кінооператор — Сальваторе Тотіно
- Кіномонтаж — Крістофет Теллефсен
- Художник-постановник — Крісті Зеа
- Артдиректор — В. Стівен Грем
- Художник-декоратор — Дебра Шутт
- Художник-костюмер — Енн Рот
- Підбір акторів — Марша ДеБоніс[3].

## Сприйняття

### Критика
Фільм отримав змішані відгуки. На сайті Rotten Tomatoes оцінка стрічки становить 77 % на основі 151 відгуку від критиків (середня оцінка 7/10) і 53 % від глядачів із середньою оцінкою 3/5 (55 140 голосів). Фільму зарахований «свіжий помідор» від кінокритиків та «розсипаний попкорн» від глядачів, Internet Movie Database — 6,5/10 (61 119 голосів), Metacritic — 69/100 (36 відгуків від критиків) і 9,1/10 (146 відгуків глядачів).

### Номінації та нагороди
| Нагороди та номінації фільму «У чужому ряді» | Нагороди та номінації фільму «У чужому ряді» | Нагороди та номінації фільму «У чужому ряді»        | Нагороди та номінації фільму «У чужому ряді» | Нагороди та номінації фільму «У чужому ряді» | Нагороди та номінації фільму «У чужому ряді» |
| Рік                                          | Кінофестиваль/кінопремія                     | Категорія/нагорода                                  | Номінант                                     | Результат                                    |                                              |
| -------------------------------------------- | -------------------------------------------- | --------------------------------------------------- | -------------------------------------------- | -------------------------------------------- | -------------------------------------------- |
| 2002                                         | Teen Choice Awards                           | Choice Movie: Актор — драма / пригодницький бойовик | Бен Аффлек                                   | Номінація                                    |                                              |
| 2002                                         | Асоціація кінокритиків Вашингтона            | Найкращий оригінальний сценарій                     | Чеп Тейлор, Майкл Толкін                     | Номінація                                    |                                              |
| 2003                                         | NAACP Image Award                            | Найкраща чоловіча роль у фільмі                     | Семюел Л. Джексон                            | Номінація                                    |                                              |